# Zettabit
Zettabit – jednostka informacji, w skrócie Zb lub Zbit.
1 Zbit = 1021 = 1 000 000 000 000 000 000 000bitów.
Przykładowe przeliczenia na inne jednostki:
1 Zb = 1000 Eb
1000 Zb = 1 Yb

Zwykle jednak:
1 Zb = 1024 Eb
8 Zb = 8192 Eb  = 1024 EB
ponieważ IEC 60027-2 jest tylko propozycją stosowania, a nie standardem, natomiast już od zarania informatyki w tej dziedzinie nauki wykorzystywane są przedrostki dziesiętne w znaczeniu przedrostków binarnych.
Binarnym odpowiednikiem zettabitu jest zebibit, równy 270 = 10247 bitów.